# Halla (Gotland)
Halla est une ancienne socken située dans le Gotlands norra härad sur l’île de Gotland en Suède. Depuis la réforme administrative de 1971, elle fait partie de la commune de Gotland et correspond depuis le 1er janvier 2016 district de Halla.
La superficie de la socken est de 14,87 km2, dont 14,84 km2 de terres. En 2020, la population était de 256 habitants. L’église de la paroisse est Halla.

## Histoire administrative
Halla est une socken d’origine médiévale, mentionnée dès le XIVe siècle sous la forme Hallv. Elle relevait du ting de Halla, intégré au Kräklinge setting dans la région de Medeltredingen.
Avec la réforme municipale suédoise de 1862, la responsabilité ecclésiastique fut attribuée à la paroisse de Halla et la responsabilité civile à la commune rurale de Halla. En 1952, celle-ci fut intégrée à la commune de Romakloster, laquelle fut à son tour incorporée à la commune de Gotland en 1971.
La paroisse de Halla fut fusionnée en 2006 dans la paroisse de Vänge.
Le 1er janvier 2016, le district de Halla a été institué avec les mêmes limites que la paroisse à la fin de 1999.

## Géographie
Halla se situe approximativement au centre de Gotland, bordée à l’ouest par la Roma myr. Le paysage est composé de terres agricoles fertiles entrecoupées de zones forestières,.

### Lieux-dits et fermes notables
- Gårdsnamn : Annexen, Broe, Dalbo, Hallegårde, Kambs, Möllebos, Nygranne, Rantarve, Tomte, Tule, Unsarve.
- Ortnamn : Högbrogården.

## Patrimoine archéologique
Halla est riche en vestiges archéologiques, notamment de l’Âge du fer. On y trouve plusieurs pierres à rainures, sept champs de tombes dont deux vastes à Broe et Unsarve, environ 450 cairns funéraires, des clôtures de pierre et une forteresse de l’âge du fer.

## Étymologie
Le nom Halla provient probablement du vieux suédois hall signifiant « roche » ou « affleurement rocheux », peut-être en rapport avec la ferme Hallegårde,.